# هارالد وینکلر
هارالد وینکلر (انگلیسی: Harald Winkler؛ زادهٔ ۱۷ دسامبر ۱۹۶۲) ورزشکار سورتمه سوار اهل اتریش بود. هارالد در اواخر دهه ۱۹۸۰ و اوایل دهه ۱۹۹۰ در مسابقات سورتمه سواری شرکت کرد. او در بازی‌های المپیک زمستانی ۱۹۹۲ در آلبرتویل در مسابقات چهار نفره به همراه هم تیمی‌های خود اینگو آپلت، گرهارد هایداچر و توماس شرول مدال طلا را به دست آورد.